# كارا سانتا ماريا
كارا سانتا ماريا (بالإنجليزية: Cara Santa Maria)‏ هي مدونة صوتية وعالمة أحياء وصحفية وعالمة أعصاب أمريكية، ولدت في 19 أكتوبر 1983 في بلينو في الولايات المتحدة.

## وصلات خارجية
- الموقع الرسمي
- كارا سانتا ماريا على موقع IMDb (الإنجليزية)
- كارا سانتا ماريا على موقع قاعدة بيانات الفيلم (الإنجليزية)